# Batrachotomus
Batrachotomus är ett förhistoriskt släkte arkosaurier. Fossiler från djuret har hittats i södra Tyskland och dateras till ladin i den geologiska perioden mellersta trias, runt 228 till 231 miljoner år sen. Batrachotomus beskrevs av paleontologen David J. Gower 22 år efter den upptäcktes.
Omgivningen som Batrachotomus levde i var en träskig region, och namnet kommer från grekiskan batrachos/βάτραχος (groda) och tome/τομή (skärande), vilket syftar på att den åt det stora groddjuret Mastodonsaurus. Till skillnad från reptiler med en utsträckt ställning, till exempel krokodiler, så var denna stora köttätaren lättrörlig tack vare sin upprättade ställning. En utmärkande egenskap var en parvis rad med tillplattade beniga plattor på dess rygg. Batrachotmus var möjligtvis en tidig släkting till Postosuchus, som levde under början av dinosaurietiden.

## Beskrivning

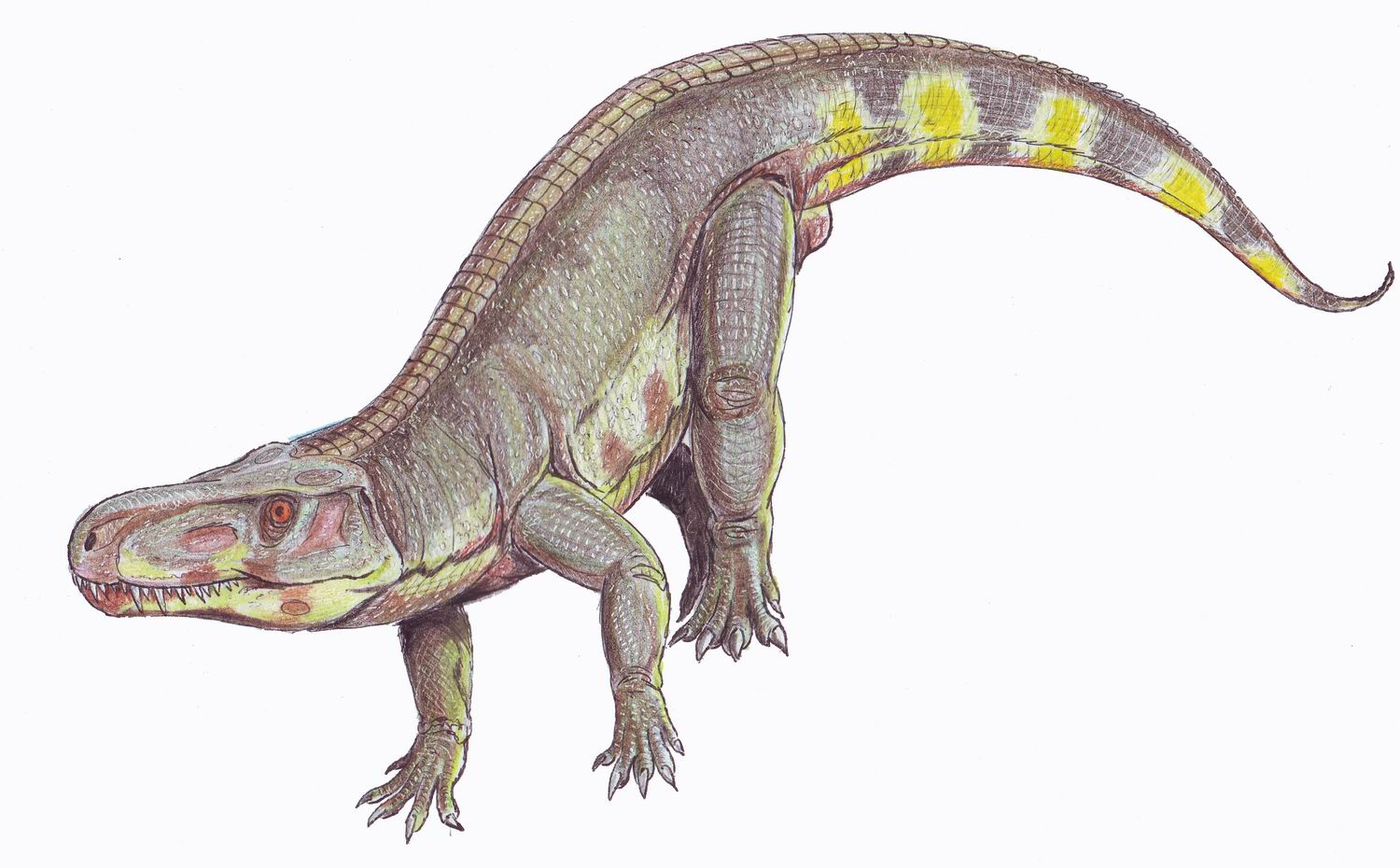
Batrachotomus

Batrachotomus var kraftigt byggda fyrbenta reptiler som kunde bli 6 meter långa. Ett av Batrachotomus utmärkande drag jämfört med andra crurotarser var en rad små parade plattor, kopplade till varje ryggkota, på dess rygg. Dessa beniga kroppspansar kallas osteoderm. De platta och lövformade fjäll minskade i storlek när de löpte längs ryggraden från underdelen av huvudet fram till svansen. Det finns också bevis för att svansens undersida hade osteodermer.
Likt andra rauisuchier gick Batrachotomus upprättad även om extremitet inte satt direkt nedanför kroppen. Extremiteterna hade olika längd, med framben som var runt 70% av bakbenens längd. Tåbenen (falangerna) är dåligt bevarade och det enda kända benet är en femte mellanfot (ben i bakbenen som sitter fast i tåbenen) vilken var böjd till formen. De rådande hypotererna säger att varje framben antagligen hade fyra tår, och varje bakben fem.
Batrachotomus hade en lång och smal skalle, uppskattningsvis 40 till 50 cm lång. Den hade fem par fenestrae (skallöppning), varav ett par var ögonhålor och ett annat näsborrar. Bakom ögonhålorna satt ett par öppningar vid tinningen. Dessa hål var antagligen till för att minska skallens vikt samt att tillåta käken att öppnad vidare. Batrachotomus hade liksom andra typiska arkosaurier ett par öppningar i skallen mellan ögonhålorna och näsborrarna, och ett femte par smala öppningar i den bakre delen av den undre käken.
Käken hade vassa tänder med komprimerade framtänder av varienande storlek och form, denna typen av tänder med fler än en typ av former kallas heterodonti. Tänderna på dess premaxillae (ben som sitter längst ut på överkäken) var smala till skillnad från överkäken (maxillae; benet där tänderna huvudsakligen sitter) vilka hade en rak bakre kant. Den övre delen av käken hade 30 tänder, med runt fyra tänder på varje premaxilla, och 11 på varje maxilla och den undre käken hade totalt 22 tänder.

## Upptäckande och historia

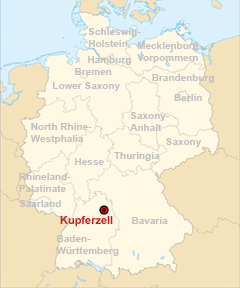
Kupferzell i Tyskland där fossiler av Batrachotomus har upptäckts

Efterlämningar från Batrachotomus har hittats i Tyskland, huvudsakligen i området runt Kupferzell i norra Baden-Württemberg. Fossilsamlaren Johann G. Wegele upptäckte det första exemplaret 1977 i en utgrävning i Erfurtformation och det dateras till sen ladin. Andra efterlämningar har hittats i Vellberg-Eschenau, runt 10 km öster om Schwäbisch Hall, och i Crailsheim. Det kändaste exemplaret hittades i Vellberg-Eschenau och har välbevarade revben och ryggrad (MHI 1895), och bevis som pekar mot att de hade fram- och bakben (SMNS 90018). Batrachotomus finns utställda på Muschelkalkmuseet i Ingelfingen.
Fossil som hittades i märgel förblev obeskrivna fram till 1999; innan det kallade palaeontologer fossilerna "rauisuchid" eller "Kupferzellia". 1999 beskrev palaeontologen David J. Gower holotypen (SMNS 52970) från utgrävningen från 1977; den är det största exemplaret av släktet, och består av en ofullständig skalle och en del från resten av skelettet. Hjärnskålen (SMNS 80260) studerades tre år senare vilket kartlade det evolutionära sambandet bland den föga studerade gruppen Rauisuchia. 2009 publicerade Gower and Rainer R. Schoch en detaljerad rekonstruktion av resten av skelettet för första gången.

## Klassifikation

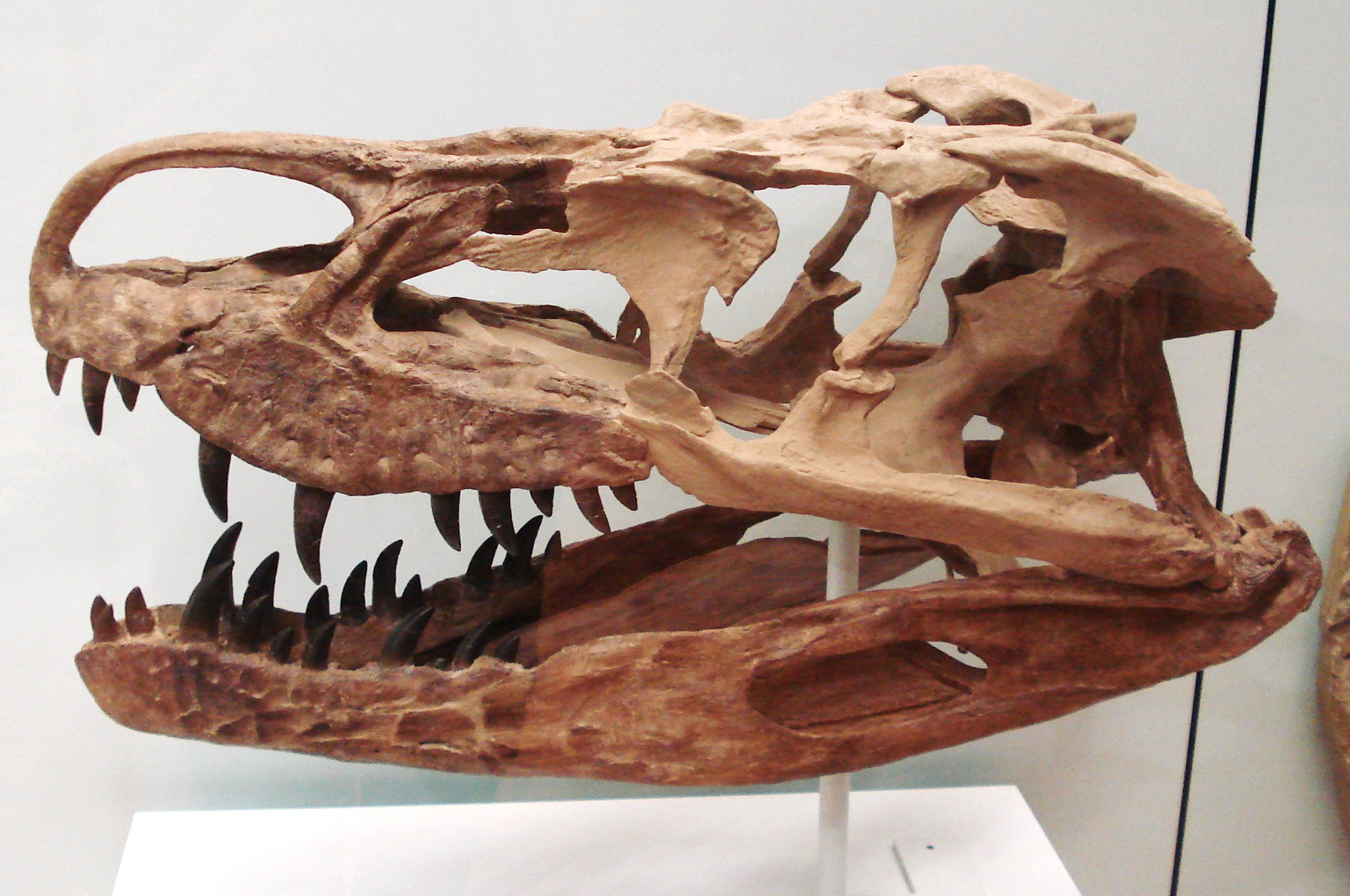
Kranium

Batrachotomus tillhörde den köttätande familjen Prestosuchidae, som i sin tur tillhör den större gruppen Rauisuchia. Familjenamnet "Prestosuchidae" upprättades 1966 av den amerikanska paleontologen Alfred Romer. Prestosuchider var medelstora fyrbenta reptiler, och kännetecknas av en upprättad ställning, stora och smala skallar och två stora öppningar i skallen under ögonhålorna. Andra medlemmar som ingår i familjen är: Karamuru, Ticinosuchus, Saurosuchus och släktens typ Prestosuchus.
Uppmärksamhet gavs först till Batrachotomus 1993 av Michael Parrish, en palaeontolog från Northern Illinois University. Parrish gjorde antagandet att Batrachotomus (då "Kupferzellia") tillhörde arten Rauisuchus i familjen Rauisuchidae, en annan klad av köttätande reptiler. Senare undersökningar av hjärnskålen och en ny kladistik analys av Benton och Walker pekade på att Batrachotomus och Prestosuchus var besläktade vilket medförde att Batrachotomus flyttades till familjen Prestosuchidae.

## Paleoekologi
De rika fynden av ryggradsdjur i Baden-Württemberg pekar på en fuktig region. Utöver Batrachotomus har även palaeontologister hittat kvarlämningar av fiskar, amfibier (så som Gerrothorax) och Mastodonsaurus, och till och med djur som nothosaurer och den utpräglade havslevande reptilen Tanystropheus. Floran bestod till stor del av fräken, ormbunksväxter, kottepalmer och barrväxter, vilket pekar mot att platsen var rikt på vegetation.

### Fotnoter
1. 1 2  Gower (1999), p. 6.
2. ↑  Gower (1999), p. 1.
3. 1 2 3 4 5 6  Gower and Schoch (2009), p. 117.
4. ↑  Gower and Schoch (2009), p. 104.
5. ↑  Gower and Schoch (2009), p. 109.
6. ↑  Gower and Schoch (2009), p. 119 (Figure 8).
7. 1 2 3 4 5  Gower (1999), p. 7.
8. ↑  Benton (2005), p. 112.
9. 1 2  Gower (1999), p. 37.
10. ↑  Gower (1999), p. 38.
11. ↑  Gower (1999), pp. 37–38.
12. 1 2 3 4  Gower (1999), p. 5.
13. 1 2 3  Gower and Schoch (2009), p. 121.
14. 1 2  Gower (2002), p. 49.
15. ↑  Gower and Schoch (2009), p. 103.
16. ↑  Sill (1974), p. 317.
17. ↑  Parrish (1993), p. 301.
18. ↑  Benton and Walker (2002), pp. 40–41.
19. ↑  Rozynek (2008), p. 4.